# Kempner
Kempner es una ciudad ubicada en el condado de Lampasas en el estado estadounidense de Texas. En el Censo de 2010 tenía una población de 1.089 habitantes y una densidad poblacional de 208,67 personas por km².

## Geografía
Kempner se encuentra ubicada en las coordenadas 31°4′32″N 97°58′20″O / 31.07556, -97.97222. Según la Oficina del Censo de los Estados Unidos, Kempner tiene una superficie total de 5.22 km², de la cual 5.22 km² corresponden a tierra firme y (0%) 0 km² es agua.

## Demografía
Según el censo de 2010, había 1.089 personas residiendo en Kempner. La densidad de población era de 208,67 hab./km². De los 1.089 habitantes, Kempner estaba compuesto por el 81.54% blancos, el 5.33% eran afroamericanos, el 1.47% eran amerindios, el 1.93% eran asiáticos, el 0.37% eran isleños del Pacífico, el 4.32% eran de otras razas y el 5.05% pertenecían a dos o más razas. Del total de la población el 14.05% eran hispanos o latinos de cualquier raza.